# Llista de les banderes de Bèlgica
Aquesta és una llista que conté les diferents banderes que s'utilitzen o s'han utilitzat al regne de Bèlgica.

## Bandera nacional
| Bandera                  | Data          | Ús                 | Descripció |
| ------------------------ | ------------- | ------------------ | --- |
| Bandera de Bèlgica       | 1831–avui dia | Regne de Bèlgica   | Tricolor vertical en negre, groc i vermell. Proporcions 13:15.                                                                            |
| Ensenya civil de Bèlgica | 1831–avui dia | Ensenya civil      | Igual que la bandera nacional però de proporcions 2:3.                                                                                    |
| Bandera civil de Bèlgica | 1950–avui dia | Ensenya del govern | Igual que la bandera nacional però de proporcions 2:3. Carrega un lleó rampant armat i lampassat de roig i una corona, tots dos en negre. |

### Històriques
| Bandera                              | Data       | Ús                                | Descripció                                                               |
| ------------------------------------ | ---------- | --------------------------------- | ------------------------------------------------------------------------ |
| Bandera de Bèlgica 1830              | 1830 -1831 | Bandera durant la revolució belga | Tricolor horitzontal de vermell, groc i negre.                           |
| Bandera dels Estats Units Bèlgics    | 1790       | Estats Units Bèlgics              | Tricolor horitzontal de vermell, negre i groc.                           |
| Bandera dels Països Baixos austríacs | 1714-1795  | Països Baixos austríacs           | Tricolor horitzontal de vermell, blanc i groc amb l'escut dels àustries. |

## Regions i comunitats
| Bandera                                        | Data          | Ús                               | Descripció |
| ---------------------------------------------- | ------------- | -------------------------------- | --- |
| Bandera de la regió de Brussel·les-Capital     | 1991-avui dia | Regió de Brussel·les-Capital     | Un camp blau mostrant en el seu centre un estilitzat iris (Iris pseudacorus) de pètals grocs amb un cor gris fimbriat en blanc. Proporcions 2:3                                                            |
| Bandera de Flandes                             | 1973-avui dia | Flandes                          | Mostra un lleó rampant en sable contornejat en blanc i armat i lampassat en gules (és a dir, amb les urpes i la llengua vermelles) sobre un camp groc. Proporcions 2:3                                     |
| Bandera de Valònia                             | 1998–avui dia | Valònia                          | Mostra un gall de gules dempeus i amb una pota aixecada sobre un camp d'or. Els colors provenen de la bandera de la ciutat de Lieja. Col·loquialment anomenada "coq hardi" o "coq wallon". Proporcions 2:3 |
| Bandera de la Comunitat Germanòfona de Bèlgica | 1990–avui dia | Comunitat Germanòfona de Bèlgica | Mostra un lleó rampant de gules envoltat per nou flors blaves de cinc pètals sobre un camp blanc. Proporcions 2:3                                                                                          |

## Províncies
| Bandera                          | Data          | Ús                 | Descripció |
| -------------------------------- | ------------- | ------------------ | --- |
| Bandera de la província d'Anvers | 1997-avui dia | Anvers             | Construïda segons un camper escacat de 24 punts, disposats en 6 columnes per 4 files, en què els colors es distribueixen diagonalment, així començant pel quadrat inferior esquerra i cap al superior dret, els colors són blanc, blau, groc i vermell, a partir d'aquest es repeteix la sèrie fins a acabar amb l'últim quadrat en blanc. Proporcions 2:3 |
| Bandera del Brabant Flamenc      | 1996-avui dia | Brabant Flamenc    | Un camp negre amb les armes de la província, formades per un lleó rampant taronja (o groc fosc) armat i lampassat de vermell i l'escut de Lovaina al pit. Proporcions 2:3 |
| Bandera del Brabant Való         | 1995-avui dia | Brabant Való       | Camp dividit en 3 triangles, un d'equilàter negre carregat amb un lleó rampant groc armat i lampassat de vermell, i dos d'escalens a la part superior de color groc carregats amb un gall vermell dempeus amb una pota alçada. Són les armes de Flandes i Valònia respectivament. Proporcions 13:15 |
| Bandera de Flandes Occidental    | 1997-avui dia | Flandes Occidental | Bandera formada per 12 raigs, sis de color groc i sis de color blau alterns, amb un escut totalment vermell al centre. Proporcions 2:3 |
| Bandera de Flandes Oriental      | 1998-avui dia | Flandes Oriental   | Formada per tres franges horitzontals amb unes proporcions 5:6:6, sent la superior i la inferior de color verd, mentre la central alterna el blanc i el verd en proporcions 1:1:1:1:4:1:1. A la banda del vol hi trobem un lleó rampant negre armat i lampassat de vermell. Proporcions 2:3 |
| Bandera de Hainaut               | No oficial    | Hainaut            | Estendard extret de l'escut d'armes, ja que la província no ha adoptat cap bandera oficial. Aquest està dividit en 4 quarts carregant-se el primer i el quart amb un lleó rampant d'atzur (negre) armat i lampassat de gules (vermell), mentre el segon i el tercer quart carreguen un lleó rampant de gules armat i lampassat d'atzur, tot sobre un camp d'or (groc). Les proporcions pot ser 1:1 o 2:3. |
| Bandera de la província de Lieja | 1958-avui dia | Lieja              | Estendard extret de l'escut d'armes i dividit en quatre quarts. El primer carrega un monument o perron envoltat per les lletres L i G, en referència a LieGe, en daurat sobre camp de gules. Al segon, una faixa d'argent sobre gules (en referència per l'antic ducat de Bouillon). Al tercer, tres lleons rampants de sinople, 2+1, armats i coronats en gules sobre camp d'argent. Al quart, cinc trangles de gules sobre camp d'or (representant el comtat de Loon); i entat per 3 corns o banyes d'argent i gules sobre camp d'or (per l'antic comtat de Hoorn). Les proporcions poden ser 1:1 o 2:3. |
| Bandera de Limburg               | 1996-avui dia | Limburg            | Un camp blanc amb un lleó rampant de gules coronat, armat i lampassat d'or amb l'escut del comtat de Loon al pit. Proporcions 2:3. |
| Bandera de Luxemburg             | 2018-avui dia | Luxemburg          | Camp blanc amb cinc trangles blaus que carrega l'escut d'armes de la província, un lleó rampant de gules armat i lampassat d'or i amb una corona ducal també d'or. Proporcions 2:3 |
| Bandera de Namur                 | 1953-avui dia | Namur              | Formada per dues franges verticals que divideixen el camp en dos, la de l'esquerra en negre i vermella l'altra. Els colors són usats a la província des de la dècada de 1930. Proporcions 2:3 |

## Municipals
Relació de banderes de les capitals de província, per a veure la resta cal consultar l'article principal.
| Bandera                | Data          | Ús                                                     | Descripció |
| ---------------------- | ------------- | ------------------------------------------------------ | --- |
| Bandera de Brussel·les | 1979–avui dia | Brussel·les (capital de Bèlgica)                       | Camp dividit horitzontalment en dues meitats, sent verda la superior i vermella la inferior. al centre carrega la silueta en groc de l'arcàngel Miqueltrepitjant la silueta del dimoni en negre. És essencialment el mateix motiu que l'escut. |
| Bandera d'Anvers       | 1984–avui dia | Anvers (capital de la província d'Anvers)              | De tres faixes en vermell-blanc-vermell, sent la blanca central el triple d'ample que les altres dues. Els colors procedeixen de l'escut d'armes.                                                                                              |
| Bandera de Lovaina     | 1978–avui dia | Lovaina (capital de la província del Brabant flamenc)  | De tres faixes horitzontals d'igual amplada en vermell, blanc i vermell. |
| Bandera de Wavre       |               | Wavre (capital de la província del Brabant való)       | Bandera heràldica de camp blanc carregat amb tres fulles verdes de nenúfar col·locades 2 + 1. |
| Bandera de Bruges      | 1987–avui dia | Bruges (capital de la província de Flandes occidental) | Bandera heràldica formada per vuit faixes, quatre blanques i quatre vermells, sobre les quals un lleó rampant blau perfilat de blanc, armat i lampassat de vermell, coronat i amb collar i creu en groc.                                       |
| Bandera de Gant        | 1991–avui dia | Gant (capital de la província de Flandes oriental)     | Bandera heràldica de camp de sable amb un lleó rampant d'argent, lampassat de gules, armat, coronat, collaret i creu d'or. |
| Bandera de Mons        |               | Mons (capital de la província d'Hainaut)               | Tres franges verticals vermella, blanca i vermella, d'igual amplada. |
| Bandera de Lieja       |               | Lieja (capital de la província de Lieja)               | Dividida verticalment en dues meitats, sent vermella la de l'esquerra i groga la dreta. els colors provenent de l'escut d'armes. |
| Bandera de Hasselt     |               | Hasselt (capital de la província de Limburg)           | De cinc faixes alternes, tres de blanc i dues de verd. |
| Bandera d'Arlon        |               | Arlon (capital de la província de Luxemburg)           | Dividida verticalment en dues meitats, sent blanca l'esquerra i blava la dreta. |
| Bandera de Namur       |               | Namur (capital de la província de Namur)               | Dividida horitzontalment en dues meitats, sent negra la superior i groga la inferior. Els colors provenen de l'escut d'armees. |

## Banderes personals

### Sobirà
| Bandera                             | Data          | Ús                                     | Descripció                                                                                       |
| ----------------------------------- | ------------- | -------------------------------------- | ------------------------------------------------------------------------------------------------ |
| Estandard reial de Felip de Bèlgica | 2013–avui dia | Estendard personal de Felip de Bèlgica | Un quadrat vermell amb les armes del regne i el monograma del rei a cadascuna de les cantonades. |

#### Històriques
| Bandera                                   | Data      | Ús                                | Descripció                                               |
| ----------------------------------------- | --------- | --------------------------------- | -------------------------------------------------------- |
| Estandard reial d'Albert II de Bèlgica    | 1993-2013 | Estendard personal d'Albert II    | Igual que l'actual però amb el monograma d'Albert II.    |
| Estandard reial de Balduí de Bèlgica      | 1951-1993 | Estendard personal de Balduí      | Igual que l'actual però amb el monograma de Balduí.      |
| Estandard reial de Leopold III de Bèlgica | 1933-1951 | Estendard personal de Leopold III | Igual que l'actual però amb el monograma de Leopold III. |
| Estandard reial d'Albert I de Bèlgica     | 1909-1934 | Estendard personal d'Albert I     | Igual que l'actual però amb el monograma d'Albert I.     |
| Estandard reial de Leopold II de Bèlgica  | 1865-1909 | Estendard personal de Leopold II  | Igual que l'actual però amb el monograma de Leopold II.  |
| Estandard reial de Leopold I de Bèlgica   | 1831-1865 | Estendard personal de Leopold I   | Igual que l'actual però amb el monograma de Leopold I.   |

## Militars
| Bandera                                    | Data          | Ús                              | Descripció |
| ------------------------------------------ | ------------- | ------------------------------- | --- |
| Bandera de proa de Bèlgica                 | 1830–avui dia | Bandera de proa de la marina    | Igual que la bandera nacional però de proporcions 1:1.                                                                                         |
| Bandera naval de Bèlgica                   | 1950–avui dia | Bandera naval                   | Sautor amb els colors de la bandera nacional sobre un camp blanc. A la part superior hi ha un canó sota una corona i a la inferior una àncora. |
| Bandera del Component aeri de Bèlgica      | 1950–avui dia | Bandera del Component aeri      | De camp blau amb l'escarapel·la aeronàutica belga al vol i la insígnia del Component aeri al quarter.                                          |
| Bandera del Component terrestre de Bèlgica | 1950–avui dia | Bandera del Component terrestre | De camp blanc amb la insígnia del Component terrestre al centre.                                                                               |